# Michilimackinac
Michilimackinac egy tartomány elnevezése volt, amely főként a mai Michigan állam területén, a Huron-tó és a Michigan-tó között feküdt.
A területet az odzsibua és az otava indiánok lakták az első európai gyarmatosítók megérkezésének idején. Közülük a franciák érkeztek meg ide elsőként, s hamarosan kereskedelmi gócpontokat és missziókat alapítottak. Az egyik első missziót Szent Ignác néven alapították Point Iroquis északi partján, közel a mai St. Ignace városhoz. A missziót a jezsuita Jacques Marquette atya alapította 1671-ben, és a köré épült település a Mackinac vagy Michilmackinac nevet kapta. Később ugyanez Old Michilmackinac vagy Ancient Fort Mackinac néven is ismertté vált.
A franciák később a part déli oldala mentén is várost alapítottak Fort Michilimackinac néven, közel a mai, Michigan állambeli Mackinaw Cityhez.
A területet védő fő erődítményt később Mackinac Islandre helyezték át, s ez a Fort Mackinac nevet kapta.

## Külső hivatkozások
Angolul
- Fuller, George Newman. A history of the upper peninsula of Michigan. Ann Arbor, Mich.: University of Michigan Library [1926?] (2005). Hozzáférés ideje: 2006. június 11.
- Robinson, George. History of Cheboygan and Mackinac Counties. Ann Arbor, Mich.: University of Michigan Library [1873] (2005). Hozzáférés ideje: 2006. június 11.
- Strang, James Jesse. Ancient and modern Michilimackinac, including an account of the controversy between Mackinac and the Mormons. Ann Arbor, Mich.: University of Michigan Library [1854] (2005). Hozzáférés ideje: 2006. június 11.